# آکی کائوریسماکی
آکی اولاوی کائوریسماکی (به فنلاندی: Aki Olavi Kaurismäki) (زاده ۴ آوریل ۱۹۵۷) فیلمساز و مستندساز فنلاندی است.
سبک کارهای کائوریسماکی تحت تأثیر فیلمسازان مشهور فرانسوی ژان-پیر ملویل و روبر برسون قرار گرفته‌است. بخش عمده‌ای از کارهای وی در شهر هلسینکی شکل می‌گیرد.

## زندگی‌نامه
آکی کائوریسماکی در ۴ آوریل ۱۹۵۷ در شهر اوریماتیلا در کشور فنلاند چشم به جهان گشود. پس از پایان تحصیلاتش در رشته مطالعات رسانه‌ای در دانشگاه تامپره در فنلاند اولین کارش را در کنار برادرش میکا کائوریسماکی به عنوان دستیار کارگردان آغاز کرد. نخستین فیلمی که توجه همگان را جلب کرد، فیلم جنایت و مکافات در سال ۱۹۸۳ بود که از روی داستانی از فئودور داستایوسکی ساخته شد و سپس او با فیلم «کابوی‌های لنینگراد به آمریکا می‌روند» ذهن تمام جهانیان را به خود معطوف کرد.
کائوریسماکی در مصاحبه‌ای گفته‌است که ورودش به عرصه سینما صرفاً بر حسب اتفاق بوده و پیش از آن، به کارهای ساختمانی می‌پرداخته‌است.

## فیلم‌شناسی
- جنایت و مکافات (۱۹۸۳)
- اتحادیه کالاماری (۱۹۸۵)
- سایه‌ها در بهشت (۱۹۸۶)
- هملت برای کار رفته است (۱۹۸۷)
- آریل (۱۹۸۸)
- دست‌های کثیف (۱۹۸۹)
- کابوی‌های لنین‌گراد به آمریکا می‌روند (۱۹۸۹)
- دختر کارخانه کبریت‌سازی (۱۹۹۰)
- من یک قاتل اجیر کردم (۱۹۹۰)
- زندگی کولی‌وار[۲] (۱۹۹۲)
- مواظب روسری‌ات باش تاتیانا (۱۹۹۴)
- کابوی‌های لنین‌گراد به آمریکا می‌روند (۱۹۹۴)
- ابرهای شناور (۱۹۹۶)
- یوها (۱۹۹۹)
- مرد بدون گذشته[۳] (۲۰۰۲)
- روشنایی‌هایی در شفق (۲۰۰۶)
- لو آور (۲۰۱۱)
- سوی دیگر امید (۲۰۱۷)
- برگ‌های افتاده (۲۰۲۳)